# Gemeenschappelijk Administratiekantoor
Dit overzicht is mogelijk incompleet; u kunt helpen door het uit te breiden.

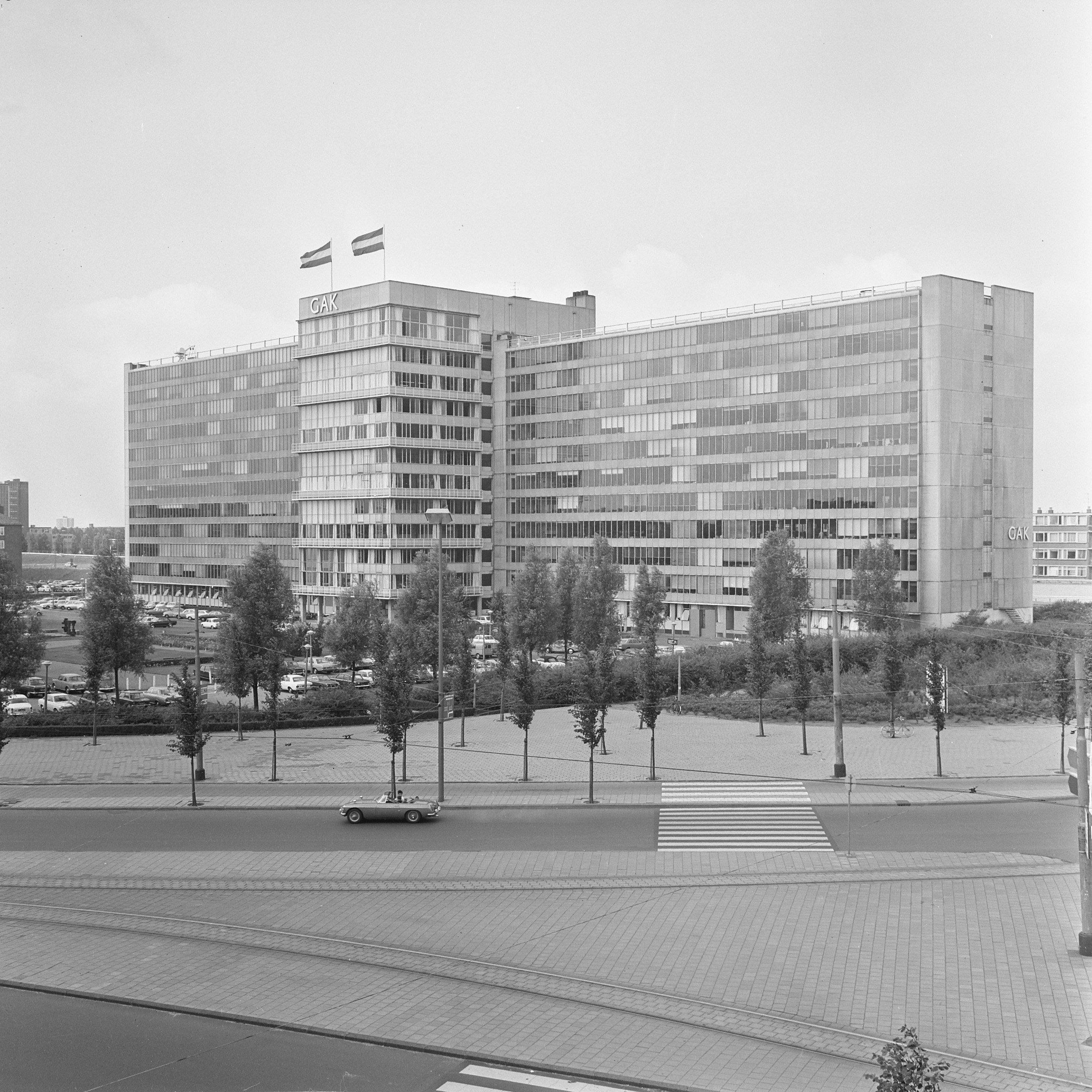
GAK-gebouw (Amsterdam) in Amsterdam (1969)

Het Gemeenschappelijk Administratiekantoor  (GAK) was een Nederlandse instelling die belast was met de uitvoering van de sociale zekerheid. Het werd in 1952 opgericht en verrichtte de administratie van een aantal bedrijfsverenigingen.
Daarnaast verrichtte het GAK ook de administratie van werknemersverzekeringen (WAO, WW en Ziektewet), en was het verantwoordelijk voor de uitvoering van de Wajong en voorzieningen zoals de Tolkvoorziening
In 2000 werd het GAK genationaliseerd en in januari 2002 fuseerde de instelling met het Landelijk instituut sociale verzekeringen (Lisv) en met de uitvoeringsinstanties Cadans, GUO, SFB en USZO tot het Uitvoeringsinstituut Werknemersverzekeringen (UWV).